# Torna a 2015. évi nyári európai ifjúsági olimpiai fesztiválon
A 2015. évi nyári európai ifjúsági olimpiai fesztiválon a torna versenyszámait Tbilisziben rendezték. Nyolc férfi és hat női számban hirdettek győztest.

## Összesített éremtáblázat
| A 2015. évi nyári európai ifjúsági olimpiai fesztivál összesített éremtáblázata tornában | A 2015. évi nyári európai ifjúsági olimpiai fesztivál összesített éremtáblázata tornában | A 2015. évi nyári európai ifjúsági olimpiai fesztivál összesített éremtáblázata tornában | A 2015. évi nyári európai ifjúsági olimpiai fesztivál összesített éremtáblázata tornában | A 2015. évi nyári európai ifjúsági olimpiai fesztivál összesített éremtáblázata tornában | Olimpia  |
| ---------------------------------------------------------------------------------------- | ---------------------------------------------------------------------------------------- | ---------------------------------------------------------------------------------------- | ---------------------------------------------------------------------------------------- | ---------------------------------------------------------------------------------------- | -------- |
|                                                                                          | Ország                                                                                   | Arany                                                                                    | Ezüst                                                                                    | Bronz                                                                                    | Összesen |
| 1.                                                                                       | Oroszország                                                                              | 5                                                                                        | 3                                                                                        | 6                                                                                        | 14       |
| 2.                                                                                       | Egyesült Királyság                                                                       | 4                                                                                        | 5                                                                                        | 1                                                                                        | 10       |
| 3.                                                                                       | Belgium                                                                                  | 2                                                                                        | 3                                                                                        | 1                                                                                        | 6        |
| 4.                                                                                       | Franciaország                                                                            | 1                                                                                        | 0                                                                                        | 1                                                                                        | 2        |
| 5.                                                                                       | Fehéroroszország                                                                         | 1                                                                                        | 0                                                                                        | 0                                                                                        | 1        |
|                                                                                          | Svájc                                                                                    | 1                                                                                        | 0                                                                                        | 0                                                                                        | 1        |
| 7.                                                                                       | Olaszország                                                                              | 0                                                                                        | 1                                                                                        | 2                                                                                        | 3        |
| 8.                                                                                       | Németország                                                                              | 0                                                                                        | 1                                                                                        | 1                                                                                        | 2        |
| 9.                                                                                       | Ukrajna                                                                                  | 0                                                                                        | 1                                                                                        | 0                                                                                        | 1        |
| 10.                                                                                      | Magyarország                                                                             | 0                                                                                        | 0                                                                                        | 1                                                                                        | 1        |
|                                                                                          | Grúzia                                                                                   | 0                                                                                        | 0                                                                                        | 1                                                                                        | 1        |
|                                                                                          |                                                                                          |                                                                                          |                                                                                          |                                                                                          |          |
| Összesen                                                                                 | Összesen                                                                                 | 14                                                                                       | 14                                                                                       | 14                                                                                       | 42       |

## Férfi
| A 2015. évi nyári európai ifjúsági olimpiai fesztivál érmesei férfi tornában | |                                                                          |                                                                              |
| Versenyszám                                                                  | Arany | Ezüst                                                                    | Bronz                                                                        |
| Nyújtó                                                                       | Svájc Moreno Kratter · 14.050                                                                             | Egyesült Királyság Giarnni Regini-Moran · 13.850                         | Olaszország Lorenzo Galli · 13.800                                           |
| Korlát                                                                       | Egyesült Királyság Joe Connor Fraser · 14.600                                                             | Ukrajna Eduard Yermakov · 14.450                                         | Franciaország Kevin Carvalho · 14.200                                        |
| Talaj                                                                        | Egyesült Királyság Giarnni Regini-Moran · 14.700                                                          | Egyesült Királyság Hamish Alexander Carter · 14.100                      | Magyarország Boncser Krisztián · 14.050                                      |
| Lólengés                                                                     | Oroszország Alexander Sychugov · 14.700                                                                   | Egyesült Királyság Joe Connor Fraser · 14.200                            | Olaszország Lorenzo Galli · 14.000                                           |
| Gyűrű                                                                        | Oroszország Maksim Sinichkin · 14.150                                                                     | Németország Nick Klessinj · 14.100                                       | Egyesült Királyság Joe Connor Fraser · 14.050                                |
| Ugrás                                                                        | Fehéroroszország Yahor Sharamkou · 14.400                                                                 | Egyesült Királyság Giarnni Regini-Moran · 14.000                         | Grúzia Dmitrii Govorov · 14.150                                              |
| Egyéni összetett                                                             | Egyesült Királyság Joe Connor Fraser · 84.750                                                             | Oroszország Maksim Sinichkin · 83.250                                    | Oroszország Artem Arnaut · 82.700                                            |
| Csapat összetett                                                             | Egyesült Királyság · Hamish Alexander Carter · Joe Connor Fraser · Giarnni Lorenzo Regini-Moran · 169.650 | Olaszország · Lorenzo Galli · Luca Lino Garza · Stefano Patron · 163.900 | Oroszország · Artem Arnaut · Maksim Sinichkin · Alexander Sychugov · 163.700 |

## Női
| A 2015. évi nyári európai ifjúsági olimpiai fesztivál érmesei női tornában |                                                                               |                                                                     |                                                                          |
| Versenyszám                                                                | Arany                                                                         | Ezüst                                                               | Bronz                                                                    |
| Gerenda                                                                    | Belgium Axelle Klinckaert · 13.950                                            | Egyesült Királyság Maisie Rose Methuen · 13.650                     | Oroszország Daria Skrypnik · 12.750                                      |
| Felemás korlát                                                             | Oroszország Daria Skrypnik · 14.850                                           | Belgium Nina Derwael · 14.800                                       | Oroszország Anastasiia Ilyankova · 14.700                                |
| Talaj                                                                      | Belgium Axelle Klinckaert · 14.100                                            | Oroszország Daria Skrypnik · 13.900                                 | Belgium Nina Derwael · 13.750                                            |
| Ugrás                                                                      | Franciaország Marine Boyer · 14.275                                           | Oroszország Daria Skrypnik · 14.100                                 | Oroszország Elena Eremina · 14.000                                       |
| Egyéni összetett                                                           | Oroszország Daria Skrypnik · 55.750                                           | Belgium Axelle Klinckaert · 55.750                                  | Oroszország Anastasiia Iliankova · 55.500                                |
| Csapat összetett                                                           | Oroszország · Elena Eremina · Anastasiia Iliankova · Daria Skrypnik · 112.900 | Belgium · Nina Derwael · Axelle Klinckaert · Julie Meyers · 111.750 | Németország · Tabea Lara Alt · Florine Harder · Rebecca Matzon · 107.700 |